# Бауїржан Момишули (станція метро)
43°12′59″ пн. ш. 76°50′16″ сх. д. / 43.21637° пн. ш. 76.83779° сх. д.
Бауїржан Момишули (каз. Бауыржан Момышұлы)) — кінцева станція першої лінії Алматинського метрополітену.
Відкрита 30 травня 2022 року у складі черги «Москва» — «Бауиржан Момишули».
Конструкція станції — колонна трипрогінна мілкого закладення (глибина закладення — 16,2 м) з однією прямою острівною платформою.
Виходи до проспекту Абая та вулиці Бауїржан Момишули.
Колійний розвиток — пошерстний з'їзд наприкінці лінії.